# رپ

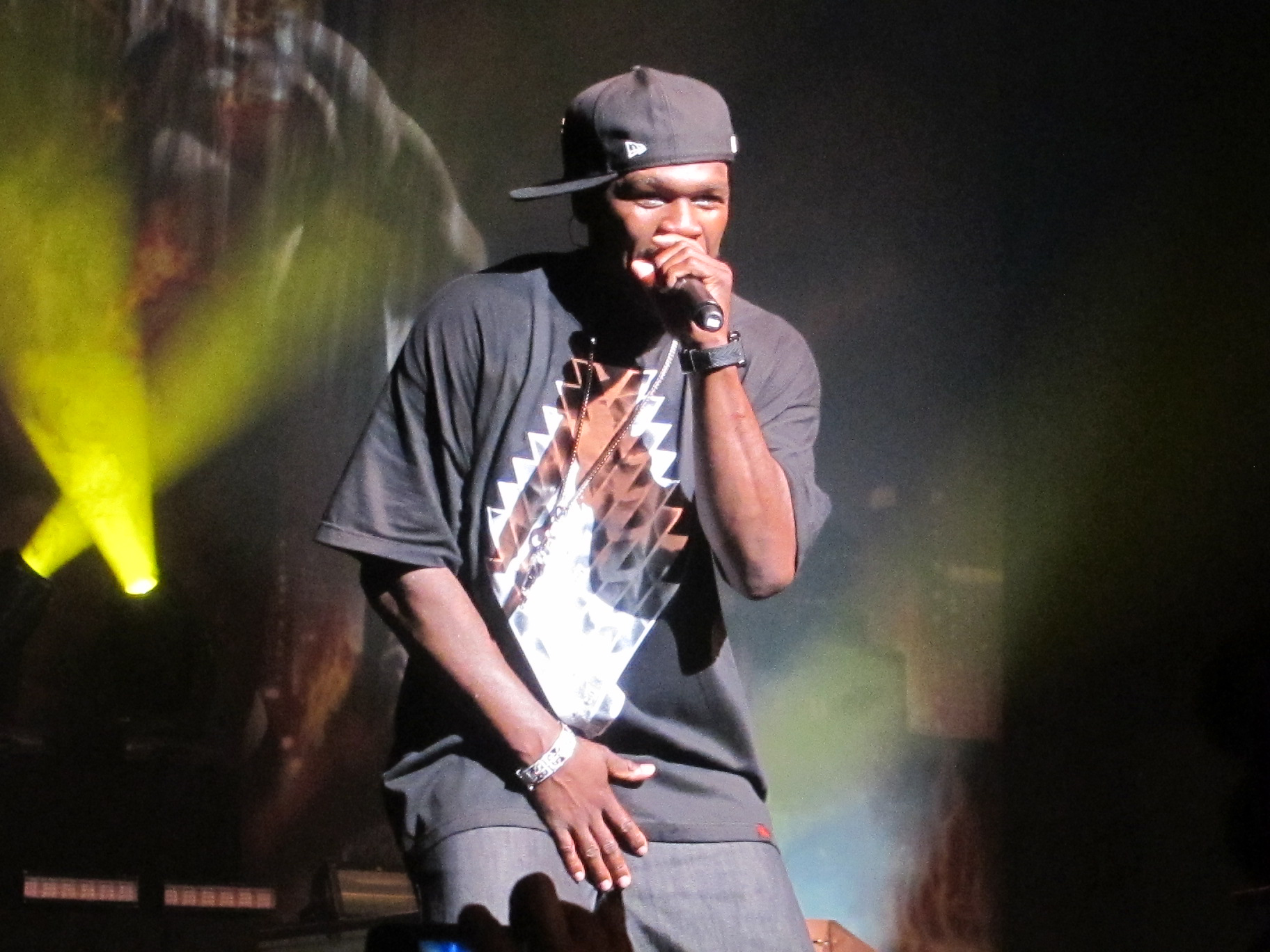
فیفتی سنت در حال اجرای رپ در کنسرت، سان فرانسیسکو ۳ ڗوئن ۲۰۱۰

رَپ (به انگلیسی: Rap) نوعی ژانر موسیقی است که در دهه ۷۰ میلادی توسط سیاه‌پوستان آمریکا و آمریکایی‌های لاتین در محله‌های حاشیه‌ نشین و غالباً فقیرنشین برانکس (واقع در نیویورک) که غالباً به گتو معروف‌اند، پدید آمد. این سبک موسیقی نوعی سلاح مبارزه جوانان سیاه باتبعیض‌های نژادی رایج در آن زمان بود و به همین دلیل بود که به خاطر بیان مشکلات زندگی در گِتوها (جایی برای زندگی مردمی که جزو اقلیت یک شهر محسوب می‌ شوند) به موسیقی گتو نیز شهرت دارد. این سبک قدمتی تقریباً ۶۰ ساله دارد این سبک به‌جا مانده از سبکی است که با شعر به حکومت اعتراض خود را اعلام می‌کردند. 
از سال ۲۰۰۰ میلادی با گسترش اینترنت و وبسایت‌های اشتراک‌گذاری موسیقی و ویدئو مانند مای‌اسپیس، یوتیوب، اسپاتیفای و ساوندکلاود، موسیقی رپ گسترش چشمگیری داشته است و تبدیل به یکی از مهم‌ترین سبک‌های موسیقی حال حاضر شده است. 

## تاریخچه

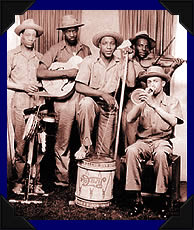
گروه Memphis Jug Band، یکی از نخستین گروه‌های سبک بلوز، ۱۹۲۰–۱۹۵۰ میلادی

سیاه‌پوستان آمریکایی دهه ۷۰ میلادی در نیویورک، زمانی که تبعیض نژادی و ظلم و ستم سفیدپوستان، آن‌ها را به ستوه آورده بود به خیابان‌ها ریختند و برای بیان اعتراضات، حرف‌هایشان را به‌صورت ریتمیک و ترانه خواندند. دقیقاً از همین‌جا بود که سبک جدیدی از موسیقی پا به عرصهٔ ظهور گذاشت و «رپ» نام گرفت که ابتدا و به‌دلیل پدیدآورندگان آن، به «سی.ان. ان» سیاه‌پوستان آمریکا شهرت یافت. اغلب از دهه ۱۹۹۰ به عنوان یکی از برترین دهه های تاریخ رپ یاد می‌شود.

## رپ و هیپ هاپ حال حاضر آمریکا
هر چند رپ و هیپ هاپ در آمریکای امروز، هنوز هم لحن تلخ و اعتراضی خود را حفظ کرده‌است، ولی دیگر دربارهٔ مباحثی که در آغاز تولد خود به آن‌ها می‌پرداخت سخنی به میان نمی‌آورد یا حداقل، به ندرت دربارهٔ آن‌ها سخن می‌گوید؛ گویا آرزوی مارتین لوتر کینگ در مورد برابری حقوق سیاه‌پوستان و سفیدپوستان، لااقل در مورد رپکن‌ها در حد زیادی به تحقق پیوسته، چون محور اصلی موسیقی رپ و هیپ هاپ در آمریکای حال حاضر را گنگستا رپ (Gangsta Rap) و تا حدود زیادی هاردکور رپ (Hardcore Rap) تشکیل می‌دهد به عبارت ساده‌تر امروزه مباحث اصلی این موسیقی را رجزخوانی و بیان مشکلات اجتماعی نظیر فقر، بی‌کاری و… تشکیل می‌دهد.
گرچه همواره سیاهپوستان را صاحبان رپ می‌دانند ولی نمی‌توان از نقش آمریکایی‌های لاتینی‌تبار در زنده نگه داشتن و گسترش این سبک چشم‌پوشی کرد، دوم اینکه رپ در دنیای امروز از چهارچوبی که آن را تنها مربوط به سیاهپوستان می‌ساخت خارج شده‌است و به یک شیوهٔ اعتراض برای نوجوانان و جوانان تبدیل شده‌است؛ در واقع هر جا که جوان‌ها هستند و هر کجا که نارضایتی وجود دارد رپ هم به عنوان یک شیوهٔ اعتراض که در قالب گفتار و در دل کلماتی که به سرعت و پشت سر هم پیاده می‌شوند، حضور دارد. گویش و سرعت بیان کلمات فلو رایم و قافیه پردازی روی ریتم از اصول اولیه رپ می‌باشد. انواع موضوع و دیدگاه برای اجرای رپ وجود دارد مانند مسائل اجتماعی، گنگ، دیسلاو و دیس. همچنین یکی از اولین رپرهای سفیدپوست امینم (به انگلیسی:Eminem) بوده‌است که به دلیل سفیدپوست بودن توسط سیاه پوستان مورد تمسخر قرار می‌گرفت.

## در ایران
رپ فارسی در اواسط دهه ۱۳۷۰ (خورشیدی) در ایران شکل گرفته‌است و خواننده‌های زیادی مثل یاس، هیچکس، پیشرو، بهرام، تتلو، ساتراپ، زدبازی، حصین و قاف به‌طور زیرزمینی و غیرمجاز در این سبک فعال هستند. در ایران، خوانندگان رپ از این ابزار برای اعتراض به مشکلات اجتماعی، سیاسی، فرهنگی  می‌کنند. البته افراد مختلف با اهداف و نیات متفاوتی مشغول به نوشتن شعر در چنین قالبی می‌شوند. رپ شایدهم دروغ یا بعضی موقع فحاشی باشد